# Alligatoren
Die Alligatoren sind eine Familie der Krokodile mit insgesamt 8 Arten. In ihr sind die Echten Alligatoren und die Kaimane zusammengefasst. Ihr Stoffwechsel verläuft langsamer als bei ihren Verwandten, den Echten Krokodilen, und auch ihre restliche Entwicklung ist im Vergleich zu diesen stark verlangsamt.

## Merkmale und Lebensweise

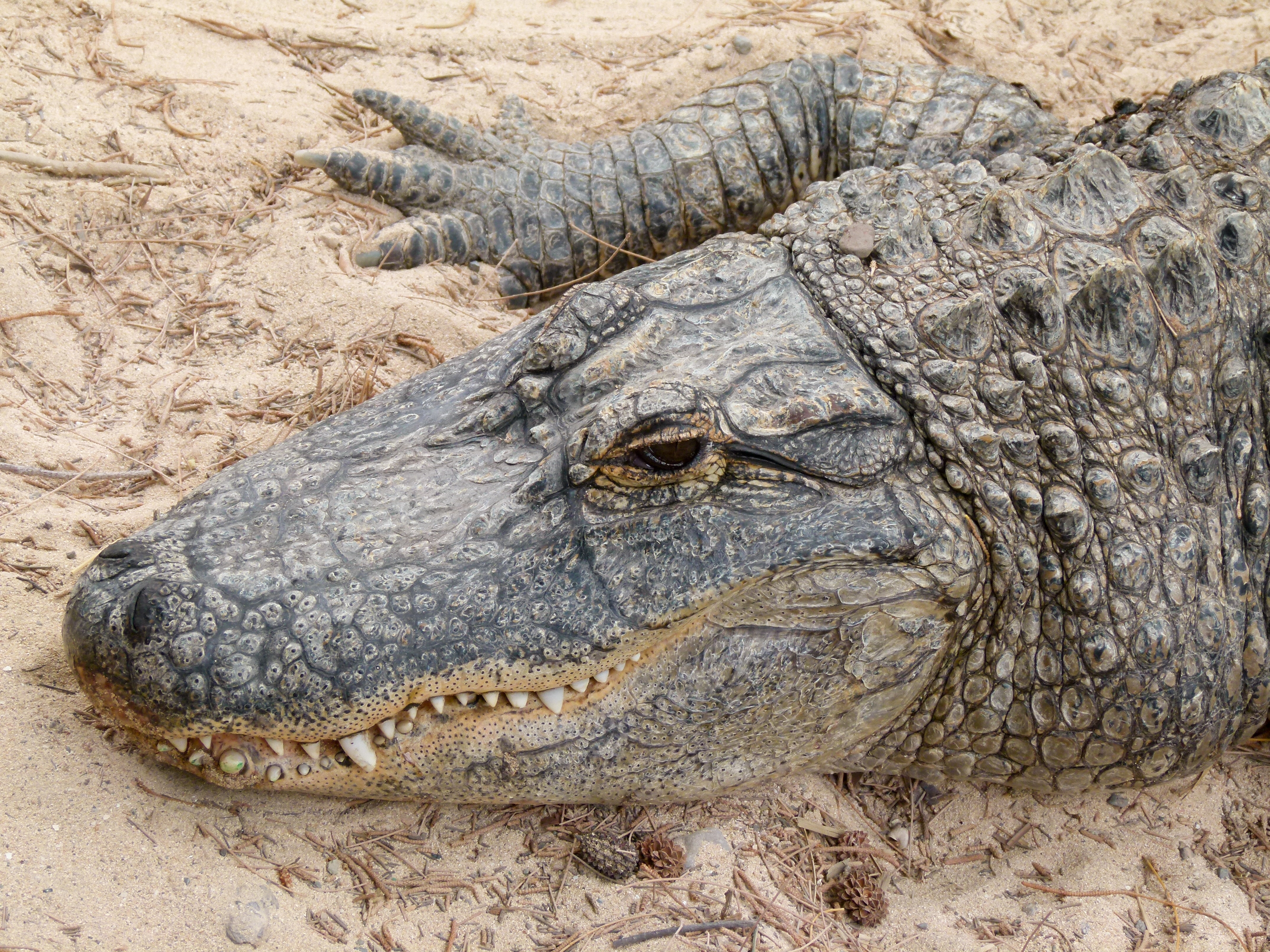
Kopf eines Alligator mississippiensis

Während der China-Alligator maximal 2,2 Meter lang werden kann, beträgt die Höchstlänge bei den Mississippi-Alligatoren bis zu 6 Meter. Die Tiere können ein Alter von bis zu 100 Jahren erreichen. Bei den Alligatoren beißen die Unterkieferzähne im Gegensatz zu den Krokodilen nicht gegen die obere Zahnreihe, sie sind vielmehr einwärts gerichtet. Da die Zähne des Oberkiefers außen liegen, sind bei geschlossenem Maul nur diese sichtbar. Der Krokodilkaiman und der Brillenkaiman sind hier offenbar Ausnahmen.
Beide leben bevorzugt in Sümpfen und Seen, aber auch in Flüssen und fressen jedes Beutetier, das sie schnappen können. Die Alligatormutter ist zu ihren bis zu 70 Eiern, die sie auf einmal ausbrüten lässt, sehr fürsorglich. Sie bewegt sich zehn Wochen lang nur wenige Meter vom Hügel aus Schlamm und Blättern weg, in den sie die Eier gelegt hat. Nachdem die kleinen, ungefähr 20 Zentimeter langen Alligatoren geschlüpft sind, trägt die Mutter sie ans Wasser und bleibt bis zu zwei Jahre lang in ihrer Nähe.

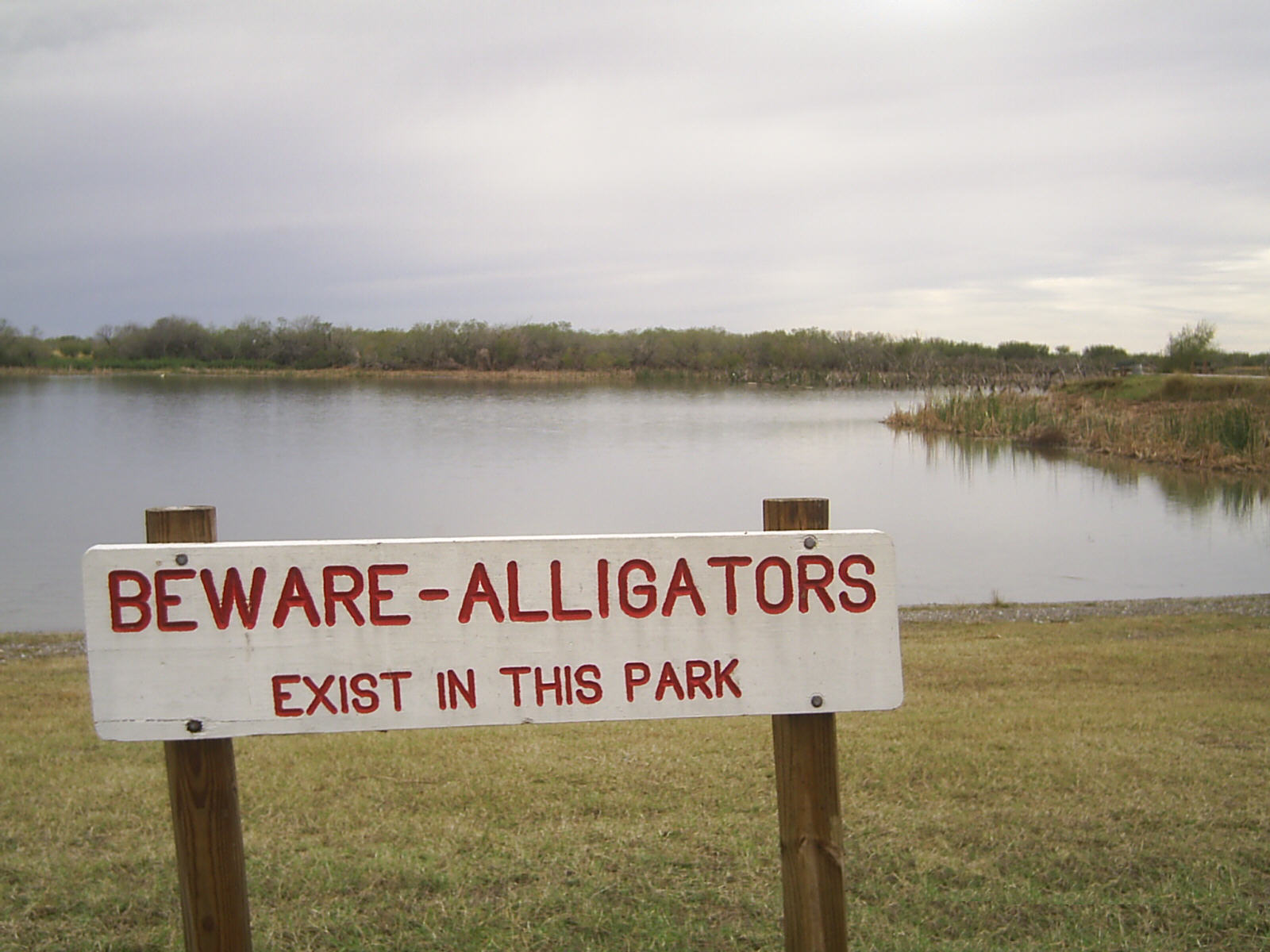
Schilder wie diese sind in Naturparks der USA keine Seltenheit

Die natürlichen Lebensräume der Alligatoren sind Amerika (Mississippi-Alligator und Kaimane) und China (China-Alligator). Alligatoren leben im Süßwasser, können sich aber kurzfristig auch in Brack- oder Meereswasser bewegen. Sie gelten als weniger aggressiv als Krokodile, solange die männlichen Tiere nicht in der Paarungszeit auf Paarungssuche sind.
In freier Wildbahn erreichen die Tiere ein Lebensalter von bis zu 56 Jahren, werden im Mittel jedoch eher 20 bis 30 Jahre alt.

## Gefährdung und Schutz
Der Bestand der Alligatoren war sehr gefährdet, als Taschen und Kleidungsstücke aus Krokodilleder Mode wurden. Alligatoren stehen seitdem in China und Amerika unter Schutz. Mittlerweile wächst vor allem in Nordamerika und Teilen Südamerikas der Bestand bei den meisten Arten wieder stark an. In den Südstaaten der USA gibt es mittlerweile eine jährliche Abschussquote zur Regulation der Bestände, die zu einer bestimmten Zeit im Jahr zu erfüllen ist.
Von den acht rezenten Arten gelten mit Stand 2018 sechs Arten als ungefährdet. Die Gefährdung des Schwarzen Kaimans (Melanosuchus niger) ist nicht bekannt, jedoch wird ein geringes Risiko angenommen. Lediglich der China-Alligator (Alligator sinensis) gilt als vom Aussterben bedroht. Es leben nur noch 68 bis 86 geschlechtsreife Individuen.

## Systematik
- Alligatoren (Alligatoridae) 
  - Unterfamilie: Alligatorinae Gray, 1844[3]
    - Gattung: Echte Alligatoren (Alligator Cuvier, 1807)
      - Mississippi-Alligator (Alligator mississippiensis (Daudin, 1802))
      - China-Alligator (Alligator sinensis Fauvel, 1879)

  - Unterfamilie: Kaimane (Caimaninae Brochu, 1999)[4]
    - Gattung: Echte Kaimane (Caiman Spix, 1825)
      - Krokodilkaiman (Caiman crocodilus (Linnaeus, 1758))
      - Brillenkaiman (Caiman yacare (Daudin, 1801)) (Status umstritten)
      - Breitschnauzenkaiman (Caiman latirostris (Daudin, 1801))

    - Gattung: Melanosuchus Gray, 1862
      - Schwarzer Kaiman (Melanosuchus niger (Spix, 1825))

    - Gattung: Glattstirnkaimane (Paleosuchus Gray, 1862)
      - Keilkopf-Glattstirnkaiman (Paleosuchus trigonatus (Schneider, 1801))
      - Brauen-Glattstirnkaiman (Paleosuchus palpebrosus (Cuvier, 1807))

Die genauen Verwandtschaftsverhältnisse der Alligatoren untereinander und zu anderen Gruppen innerhalb der Krokodile sind bislang weitgehend ungeklärt, eine akzeptierte Hypothese ist hier wiedergegeben.
| Jacarea | \| \| Echte Kaimane (Caiman) \| \| \| \| \| \| Melanosuchus \| \| \| \| |
|         | \| \| Echte Kaimane (Caiman) \| \| \| \| \| \| Melanosuchus \| \| \| \| |
|         | Glattstirnkaimane (Palaeosuchus)                                        |
|         |                                                                         |
|         | Echte Kaimane (Caiman)                                                  |
|         |                                                                         |
|         | Melanosuchus                                                            |
|         |                                                                         |

|  | Echte Kaimane (Caiman) |
|  |                        |
|  | Melanosuchus           |
|  |                        |

| Jacarea | \| \| Echte Kaimane (Caiman) \| \| \| \| \| \| Melanosuchus \| \| \| \| |
|         | \| \| Echte Kaimane (Caiman) \| \| \| \| \| \| Melanosuchus \| \| \| \| |
|         | Glattstirnkaimane (Palaeosuchus)                                        |
|         |                                                                         |
|         | Echte Kaimane (Caiman)                                                  |
|         |                                                                         |
|         | Melanosuchus                                                            |
|         |                                                                         |

|  | Echte Kaimane (Caiman) |
|  |                        |
|  | Melanosuchus           |
|  |                        |